# Карамнов, Иван Степанович
Иван Степанович Карамнов — советский хозяйственный, государственный и политический деятель, Герой Социалистического Труда.

## Биография
Родился в 1905 году в Красном Куте. Член КПСС.
С 1920 года — на хозяйственной, общественной и политической работе. В 1920—1956 гг. — военнослужащий частей особого назначения (ЧОН), ремонтный рабочий, стрелочник, руководящий работник в сельском хозяйстве, партийный работник в Ершовском совхозе Саратовской области, директор Промсовхозкомбината имени Цюрупы в Башкирской АССР, директор Пищепромкомбината имени Сталина в селе Хуторок Ново-Кубанского района Краснодарского края, партизан Великой Отечественной войны, директор совхоза имени Сталина Ново-Кубанского района Краснодарского края.
Указом Президиума Верховного Совета СССР от 31 октября 1957 года присвоено звание Героя Социалистического Труда с вручением ордена Ленина и золотой медали «Серп и Молот».
Умер в селе Хуторок 6 апреля 1977 года.